# Ibrahima Faye
Ibrahima Faye (nacido el 22 de octubre de 1979 en Pout, Thiès) es un futbolista senegalés.

## Trayectoria
Faye nació en Pout, un pequeño pueblo cerca de la ciudad de Thiès en el Senegal. Pasando a Francia para proseguir su carrera futbolística, completó su desarrollo de la juventud en Ajaccio GFCO antes de incorporarse a Red Star Saint-Ouen.
Después de una temporada en la Liga 2, y una temporada en los campeonatos nacionales con el Red Star, fichó por el equipo belga del KAA Gent donde pasó tres temporadas como un equipo de primera ordinario.
Faye volvió a Francia en 2004 con el SM Caen. Jugó 30 partidos de liga con el Caen sufriendo por no descender a la Liga 2. En la temporada siguiente, se incorporó al Troyes AC, siendo desde entonces en un fijo en el equipo.

## Selección nacional
Ha sido internacional con la Selección de fútbol de Senegal en 14 ocasiones y marcó ningún gol.

## Clubes
| Club         | País    | Año       |
| ------------ | ------- | --------- |
| Ajaccio GFCO | Francia | 1998-1999 |
| Red Star 93  | Francia | 1999-2001 |
| K.A.A. Gent  | Bélgica | 2001-2004 |
| SM Caen      | Francia | 2004-2005 |
| Troyes AC    | Francia | 2005-2009 |